# Mesembriacerus melentisi
Il mesembriacero (Mesembriacerus melentisi) è un mammifero artiodattilo estinto, appartenente ai bovidi. Visse nel Miocene superiore (Vallesiano - Turoliano, circa 11 - 8 milioni di anni fa) e i suoi resti fossili sono stati ritrovati in Europa (principalmente Macedonia del Nord e Grecia). 

## Descrizione
Questo animale era un bovide di medie dimensioni, e non doveva superare i 25 chilogrammi di peso. Il corpo era relativamente robusto e le zampe che lo sorreggevano erano snelle, ma non lunghe come quelle delle antilopi coeve (ad esempio Oioceros e Prostrepsiceros). Il cranio era dotato di lunghe corna sottili, fortemente dirette all'indietro, che liberavano gran parte della calotta cranica. Le corna erano situate su corti peduncoli, avevano sezione circolare e possedevano lievi solchi. I molari avevano una corona bassa (brachidonte).

## Classificazione
Mesembriacerus è un primitivo rappresentante degli ovibovini, il gruppo di bovidi di cui fanno attualmente parte il bue muschiato (Ovibos moschatus) e il takin (Budorcas taxicolor). Benché più piccolo e gracile di questi animali, si ritiene che Mesembriacerus fosse un diretto antenato delle grandi forme del Pleistocene, come Praeovibos e Ovibos. si suppone che Mesembriacerus fosse l'ovibovino più antico e primitivo. Altri ovibovini del Turoliano europeo includono Urmiatherium, Criotherium e il bizzarro Plesiaddax.

## Paleobiologia
Probabilmente Mesembriacerus viveva in habitat boschivi aperti, o forse in pianure ancora più aperte. La dentatura di questo animale indica che doveva nutrirsi di piante tenere. A causa della conformazione del cranio, con corna spostate all'indietro e scatola cranica ampia, è possibile che i maschi di Mesembriacerus ingaggiassero combattimenti testa contro testa.